# Віддзеркалення (оповідання)
«Віддзеркалення» (англ. Mirror image) — оповідання американського письменника Айзека Азімова, відноситься до циклу оповідань про роботів та застосування Трьох законів робототехніки. Входить до збірок «Все про роботів» (1982), «Мрії робота» (1990).

## Сюжет
До детектива Іллі Бейлі звернувся за допомогою Р. Даніел Оліво, котрий в той час летів на кораблі до планети Аврора, де мала відбутися наукова конференція за участі відомих математиків. Треба ж такому статися — два математики (доктори Себбет та Гумбольдт) оскаржують авторство геніальної ідеї, котра прилинула до одного з них. Проблема полягає в тому, що камердинери-роботи стають на бік своїх господарів і озвучують одну і ту ж історію, але із дзеркальним відображенням імен.
Будучи детективом, а не роботопсихологом, і відповідно, знаючи тільки психологію людей, а не роботів, Ілля задавав однакові питання роботам аж до порушення дзеркальності в їх відповідях.
Коли при вирішенні логічного протиріччя один із роботів відключився, детектив використовує це для тиску на свого підозрюваного, який врешті зізнається. Так детективи встановили, що ідею молодого вченого привласнив маститий.